# Robert Koldewey
Robert Johann Koldewey /ˈkɔldəˌvaɪ̯/ (Blankenburg, 10 settembre 1855 – Berlino, 4 febbraio 1925) è stato un archeologo tedesco, reso famoso dalla scoperta dell'antica città di Babilonia situata nell'attuale Iraq.
Suo zio, Carl Koldewey, fu l'esploratore che guidò le due spedizioni artiche tedesche.

## Biografia
Dopo aver studiato architettura, si è dedicato all'archeologia ed i suoi primi scavi a Babilonia risalgono al 1897. Due anni dopo ebbe l'incarico ufficiale di dirigere le attività archeologiche tedesche a Babilonia e proseguì il suo lavoro in quel sito fino al 1917, quando i tedeschi dovettero abbandonare l'area per il sopraggiungere delle forze armate britanniche.
A lui sono attribuite la scoperta di importanti manufatti architettonici, quali il palazzo di Nabucodonosor, la porta di Ishtar e i giardini pensili di Babilonia.
Ha sviluppato innovative tecniche per identificare e portare alla luce le antiche strutture costruite, utilizzando mattoni di fango essiccato.
È stato considerato il "più significativo archeologo tedesco".
Nel 1914 ha pubblicato il libro The excavations at Babylon che descrive la sua esperienza negli scavi di Babilonia.